# I coloni di Catan
I coloni di Catan (tedesco: Die Siedler von Catan) è un gioco da tavolo tedesco per 3 o 4 giocatori (con espansione si arriva fino a 6) che simula la colonizzazione di un'isola utilizzando le risorse ivi presenti. È stato inventato da Klaus Teuber nel 1995 e pubblicato in Germania dalla Franckh-Kosmos Verlags, vincendo immediatamente tutti i principali premi tedeschi, lo Spiel des Jahres, il Deutscher Spiele Preis e l'Essener Feder e vincendo l'Origins Award negli Stati Uniti l'anno successivo. Nel corso degli anni è stato tradotto in oltre trenta lingue e ha venduto 15 milioni di copie, diventando il miglior esempio di gioco da tavolo in stile tedesco.
Inizialmente l'edizione italiana è stata prodotta e distribuita dalla Eurogames Italia sotto il nome I coloni di Katan. Nel 1999 i diritti vennero acquistati dalla Tilsit Editions Italia che nel 2001 decise di rieditare il gioco con il nome attuale. In seguito, i diritti di distribuzione sono stati acquistati dalla Giochi Uniti che ha immesso sul mercato una nuova versione base completamente rimodernata e con formine in plastica. La versione della Tilsit e le espansioni prodotte da quest'ultima sono ancora in vendita.

## Gioco base
Il gioco nella sua versione base esiste in scatola, con plancia, carte e modellini o nella versione "da viaggio" da giocare con solamente i dadi.

### Componenti
Versione in legno:

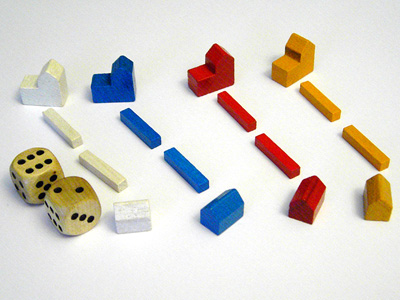
Materiali di gioco

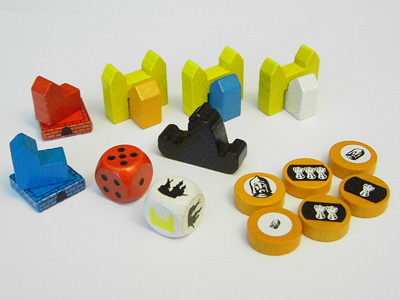
Materiali di gioco

- 24 pedine in legno, in plastica nella nuova versione: 4 città, 5 colonie e 15 strade per ogni colore (bianco, arancione, blu e rosso)
- 1 pedina Brigante;
- 37 esagoni in cartone raffiguranti i terreni, suddivisi in 4 pascoli, 4 foreste, 4 campi, 3 montagne, 3 colline, 1 deserto e 18 mari divisi in 9 con porti e 9 senza porti
- 18 gettoni numerati in cartone per assegnare i numeri ai terreni
- 95 carte materia prima, 19 per ogni materia: Lana, Legno, Grano, Minerali, Argilla
- 25 carte sviluppo divise in 14 carte Cavaliere, 5 carte Edificio, 6 carte Progresso;
- 4 tabelle riassuntive dei costi di costruzione;
- 2 schede certificato: La strada più lunga e Il cavaliere più potente;
- 2 dadi numerati a 6 facce;
- Regolamento di gioco.

### Preparazione
All'inizio del gioco i giocatori compongono un tavoliere unendo gli esagoni di terra a formare un'isola circondata da esagoni di mare. Ogni esagono di terra rappresenta un territorio, a cui è associata una risorsa (i campi producono grano, le foreste legno, le colline argilla, i pascoli pecora e le montagne roccia) e su cui viene posto un segnalino raffigurante un numero compreso tra 2 e 12 (tranne il 7), numero che rappresenta la frequenza con cui 'uscirà' quella risorsa. Gli esagoni che circondano l'isola sono invece esagoni di mare non associati ad alcuna risorsa, ma che possono contenere dei porti, esattamente come i bordi della mappa per la versione in plastica. Inoltre uno degli esagoni di terra è un esagono di deserto, che non produce alcuna risorsa.
A partire dal primo giocatore fino all'ultimo ognuno piazza una colonia sul vertice di un esagono e una strada collegata alla colonia su uno dei lati collegati a quel vertice, quindi si ricomincia in senso inverso dall'ultimo giocatore fino al primo. Quindi il primo giocatore piazza una colonia per primo e una per ultimo, mentre l'ultimo piazzerà entrambe le sue colonie dopo che gli altri giocatori hanno piazzato la prima. Ogni giocatore riceve una carta risorsa corrispondente a quelle prodotte dagli esagoni che hanno un vertice in comune sulla sua seconda colonia. In definitiva, a seconda del posizionamento iniziale, una colonia può situarsi sul vertice di uno, due o tre esagoni contenenti risorse.

### Svolgimento del gioco
All'inizio del proprio turno ogni giocatore tira due dadi a 6 facce e i giocatori che hanno una colonia o una città posta sui vertici di un territorio contrassegnato dal numero 'lanciato' con i dadi riceve una carta risorsa del tipo associato al territorio stesso. Se esce il numero 7 tutti i giocatori che hanno più di 7 carte risorse in mano devono scartarne la metà arrotondando per difetto e il giocatore che ha tirato il 7 può spostare il segnalino bandito su un territorio a scelta, pescando inoltre una carta risorse da uno dei giocatori che ha una colonia sul vertice di quel territorio. Il bandito blocca la creazione di risorse da quel territorio finché non viene spostato tirando un altro 7 o usando una carta cavaliere.
Utilizzando le risorse ottenute il giocatore può:
- Costruire una strada, che è posta su un lato di un esagono e deve essere adiacente ad una propria colonia o città. Costo: 1 argilla + 1 legno
- Costruire una colonia. Deve essere adiacente ad una propria strada e distante almeno due lati di esagono da una qualunque altra colonia o città. Costo: 1 argilla + 1 legno + 1 pecora + 1 grano
- Migliorare una colonia trasformandola in città. La città dà diritto ad avere il doppio delle risorse se esce il numero di un territorio confinante. Costo: 2 grani + 3 rocce.
- Pescare una carta sviluppo. Le carte sviluppo permettono di giocare dei cavalieri (che permettono di spostare il bandito), dare dei punti vittoria, permettere la costruzione di strade, o rubare risorse agli altri giocatori. Costo: 1 grano + 1 pecora + 1 roccia

Durante il suo turno un giocatore può scambiare le sue risorse con quelle degli altri giocatori, ad esempio scambiare una roccia con una pecora ecc.. Proprio la continua interazione tra i giocatori è una delle componenti più importanti e divertenti di questo gioco.
Inoltre se un giocatore possiede una colonia o città situata su un porto può commerciare cambiando le sue carte risorse in altre carte risorse. A seconda del tipo di porto, scambiando due carte di un tipo specifico per una carta risorsa a scelta o tre carte risorsa uguali per una carta risorsa a scelta. Infine in mancanza di porti e di accordi con altri giocatori può comunque scambiare quattro carte risorse uguali per una carta risorsa a sua scelta.
Lo scopo finale del gioco è arrivare a 10 punti vittoria. Si guadagna 1 punto per ogni colonia costruita, 2 punti per ogni città costruita, 2 punti per chi ha costruito la strada più lunga con almeno 5 segmenti consecutivi e 2 punti per chi ha giocato più carte cavaliere (almeno 3). Punti vittoria possono arrivare anche dalle carte sviluppo.

## Espansione per 5-6 giocatori
Quest'espansione amplia il numero di giocatori portandoli a un massimo di 6, aggiungendo pedine in legno di colonie, città e strade di due altri colori: verde e marrone. Proprio a causa del maggior numero di giocatori, aumenta il numero di carte materia prima e vengono aggiunti nuovi esagoni raffiguranti i terreni e il mare, impiegati per creare un'isola di gioco più grande. Per rendere più veloce lo svolgimento del gioco e per rimediare ai tempi morti che intercorrono fuori del proprio turno, è stata inserita una fase speciale di costruzione alla fine di ogni turno. In questa fase i giocatori, seguendo l'ordine di gioco, possono utilizzare le materie prime in proprio possesso per costruire. Non è consentito giocare carte sviluppo, sebbene sia possibile acquistarle, e non è possibile effettuare alcun tipo di commercio.

### Componenti
Versione in legno:
- 24 pedine in legno 4 città, 5 colonie e 15 strade per ciascuno dei due nuovi colori (verde e marrone);
- 15 esagoni aggiuntivi in cartone raffiguranti i terreni, divisi in 2 pascoli, 2 foreste, 2 campi, 2 montagne, 2 colline, 1 deserto e 2 mari e 2 mari con porto;
- 28 gettoni numerati in cartone per assegnare i numeri ai terreni;
- 25 carte materia prima aggiuntiva (5 per ogni tipo di materia);
- 9 carte sviluppo aggiuntive (6 carte Cavaliere, 3 carte progresso);
- 2 tabelle riassuntive dei costi di costruzione;
- Regolamento di gioco.

## Versione del gioco con i dadi

### Contenuto
- 6 dadi a 6 facce: legno, lana, minerali, argilla, grano, denaro
- 1 blocchetto con un'isola predefinita in bianco e nero
- Regolamento di gioco.

### Riassunto delle regole
Nel gioco con i soli dadi è possibile costruire strade, colonie, città e acquistare carte sviluppo.
Vengono a questo scopo proposte quattro combinazioni:
- strada = argilla + legno
- carta sviluppo = minerali + lana + grano
- colonia = argilla + legno + lana + grano
- città = 3 minerali + 2 grano

I dadi si possono lanciare fino a tre volte per turno per costruire elementi dell'isola, grazie alle diverse combinazioni ottenute. Sul foglietto segnapunti strade, colonie e città sono poste in un ordine sequenziale che va seguito nella costruzione.
I cavalieri servono per poter avere materie prime a scelta, mentre il denaro serve per acquistare materie prime (2 dadi denaro = 1 materia prima a scelta).
Ogni strada vale 1 punto, i cavalieri valgono da 1 a 6 punti, le colonie da 3 a 11 punti, le città da 7 a 30 punti.
Dopo 15 turni di gioco vince il giocatore che ha realizzato il maggior punteggio.

## Espansioni del gioco
Oltre al gioco base, esistono diverse espansioni ufficiali, distribuite per la maggior parte anche in Italia, che vanno ad ampliare le potenzialità di gioco classiche:
- I coloni di Catan - Espansione per 5-6 giocatori, che estende lo scenario per far spazio a due giocatori aggiuntivi;
- Marinai (Die Seefahrer - Erweiterung), che con l'aggiunta di navi permette di creare scenari costituiti da più isole separate;
- Marinai - Espansione per 5-6 giocatori, necessaria per giocare con l'espansione Marinai fino a 6 giocatori (per il momento disponibile solo in tedesco: Die Seefahrer - Ergänzung);
- Città & Cavalieri (Städte & Ritter - Erweiterung), che amplia notevolmente il gioco, rendendolo più complicato, ma anche più completo dal punto di vista strategico;
- Città e Cavalieri - Espansione per 5-6 giocatori, necessaria per giocare con l'espansione Città & Cavalieri fino a 6 giocatori;
- Mercanti e Barbari (Händler & Barbaren), raccoglie insieme differenti scenari e varianti, alcuni originali e altri già editi in passato;
- Esploratori e corsari (Entdecker & Piraten), ultimo in ordine cronologico, che introduce alcune nuove meccaniche di gioco e nuovi scenari (uscito solo con parti in plastica).

Tra le espansioni minori troviamo:
- Il Grande Fiume (The Great River), che consiste in un triplo esagono percorso da un fiume, in grado di garantire Punti Vittoria extra ai giocatori (contenuto nella confezione base de I coloni di Catan distribuiti dalla Giochi Uniti).
- Pescatori di Catan (Fisherman of Catan), che consiste in banchi di pesce per le tessere di mare, atte a produrre risorse impiegabili per azioni speciali (non disponibile in italiano, ma praticamente indipendentemente dalla lingua, eccezione fatta per il breve regolamento).

Esiste anche un gioco di carte per due giocatori, distribuito in Italia dalla Tilsit.
La dipendenza dalla lingua di coloni è minima e molte traduzioni dei manuali (inclusa quella in italiano) sono reperibili su Internet. Di conseguenza, non ci sono particolari controindicazioni all'acquisto di edizioni in lingua straniera. In tedesco, in particolare, esistono due edizioni del gioco:
- la prima edizione, più pregiata, con i pezzi da gioco in legno (oramai introvabile);
- la nuova edizione, con i pezzi da gioco in plastica e grafica rinnovata.

Sono disponibili anche un'app per iOS e Android ed un gioco per Xbox 360 intitolato Catan, distribuito tramite download sul sistema Xbox Live Arcade; ricalca i meccanismi del gioco da tavolo, permettendo a più giocatori di partecipare ad una partita tramite Xbox Live.

## Altri giochi della serie Catan
Oltre al gioco base e alle sue espansioni, esistono altre pubblicazioni sotto il marchio Catan che rappresentano dei giochi completi a sé stanti:
Giochi di ambientazione storica (Linea "Catan Histories")
- I coloni di Catan - Battaglia per Roma, il gioco riprende alcune regole dall'espansione "Città e Cavalieri"
- The Settlers of the Stone Age (non ancora tradotto in italiano)
- I coloni d'america (Trails to rails)

Linea Catan Geographies (non disponibile in italiano)
- Catan Geographies: Germany

Linea Catan Adventures (non disponibile in italiano)
- Candamir - The First Settlers
- Elasund - The First City

Linea Catan In Space (non disponibile in italiano)
- The Starfarers of Catan
- Starship Catan

Linea Catan Il trono di spade (disponibile in italiano)
- La confraternita dei guardiani

Un videogioco per dispositivi mobili basato sulla serie, Catan: World Explorers, è stato annunciato nel 2019. Il servizio è stato poi sospeso il 18 novembre 2021.

## Riconoscimenti
- 1995
  - Spiel des Jahres come "Gioco dell'anno". Il più importante riconoscimento per i giochi da tavolo attribuito in Germania.
  - Deutscher Spiele Preis primo posto
  - Essener Feder
- 1996
  - Origins Award come "Miglior gioco da tavolo fantasy o di fantascienza"